# Folklor i Společnost

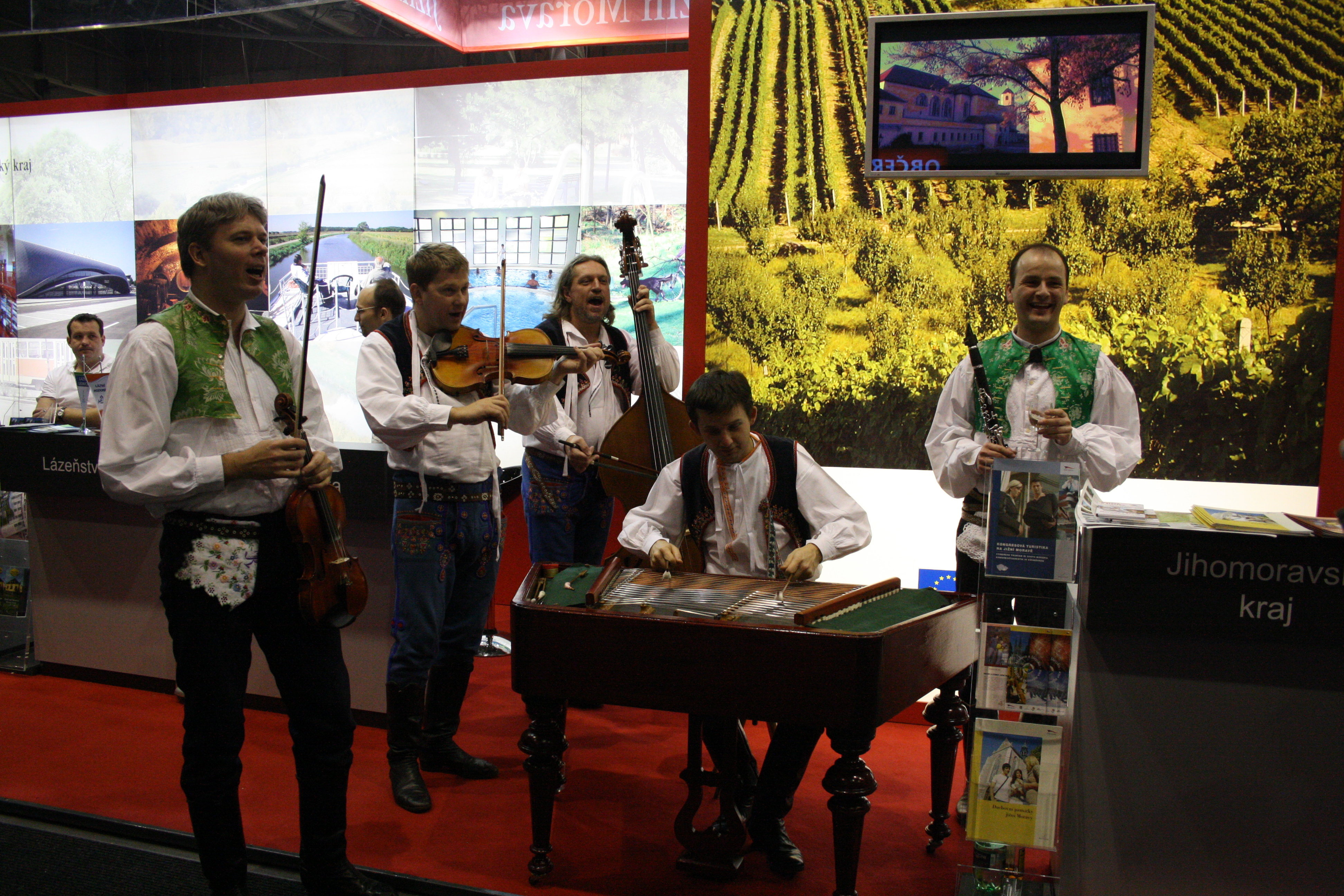
Folklorní skupina z Jihomoravského kraje.

Folklor i Společnost zkratka FiS je politické hnutí působící v České republice. Registrované Ministerstvem vnitra bylo 30. prosince 2004. Bylo jedním z uskupení kandidujících ve volbách do Poslanecké sněmovny v roce 2006, kandidátní listinu však přihlásilo pouze v Jihomoravském kraji.
V roce 2017 Nejvyšší správní soud jeho činnost pro neplnění zákonných povinností politického uskupení pozastavil.

## Charakteristika
Současným (květen 2006) předsedou je Miroslav Lejsek. Hnutí samo o sobě tvrdí, že není ani levicové ani pravicové, v krátkém volebním programu jsou obsaženy prvky pravicové i levicové, dá se však říct, že převažují spíš ty levicové (zdravotnictví zdarma, nárok na důchod po odpracování 30 let, dotace do zemědělství atd.). Prvním a zřejmě hlavním bodem programu však je, že chce „podporovat amatérský sport a kulturu, zájmovou činnost dětí a mládeže, zachovat národní kulturní památky a tradice, zejména folklorní tradice a lidová umělecká řemesla“.[zdroj?]

## Volební výsledky

### Volby do poslanecké sněmovny
| Volby | Počet hlasů | Hlasy % | Počet mandátů |
| ----- | ----------- | ------- | ------------- |
| 2006  | 574         | 0,01    | 0             |

### Volby do obecních zastupitelstev
| Volby | Počet hlasů | Hlasy v % | Počet mandátů |
| ----- | ----------- | --------- | ------------- |
| 2006  | 17 310      | 0,02%     | 0 mandátů     |